# 福井県道200号岩本粟田部線
福井県道200号岩本粟田部線（ふくいけんどう200ごう いわもとあわたべせん）は福井県越前市内の国道と県道を結ぶ一般県道である。

## 路線概要

### 路線データ
- 起点：福井県越前市岩本町
- 終点：同市粟田部町

## 接続道路
- 国道417号（終点）
- 福井県道2号武生美山線（重複）
- 福井県道198号池泉今立線（終点まで重複）
- 福井県道199号大滝定友線（起点）

## 沿線
- 卯立の工芸館